# 醍醐
醍醐（だいご、梵: सर्पिर्मण्ड sarpir-maṇḍaまたは梵: मण्ड maṇḍa）とは、五味の一つ。牛乳を加工した、濃厚な味わいとほのかな甘味を持った液汁とされ、最も美味しい味の代名詞として使われた。すでに製法は失われており、後述のような諸説（バターのようなもの、又は現代で言うカルピスや飲むヨーグルトのようなもの、または蘇を熟成させたものなど）入り乱れ実態は不明である。

## 概要
仏教の大乗経典『大般涅槃経』の中に、五味として順に乳→酪→生酥→熟酥→醍醐と精製され一番美味しいものとして、涅槃経も同じく最後で最上の教えであることをたとえとして書かれている。これを五味相生の譬（ごみそうしょうのたとえ）という。
| 譬如從牛出乳、從乳出酪、從酪出生蘇、從生蘇出熟蘇、從熟蘇出醍醐。醍醐最上、若有服者、衆病皆除。所有諸藥、悉入其中。善男子、佛亦如是。從佛出生十二部經、從十二部経出修多羅、從修多羅出方等経、從方等経出般若波羅蜜、從般若波羅蜜出大涅槃。猶如醍醐。言醍醐者、喩於佛性。 | 譬へば牛より乳を出し、乳より酪を出し、酪より生酥を出し、生酥より熟酥を出し、熟酥より醍醐を出すが如し。醍醐は最上にして、若し服する者有らば、衆病皆除く。諸薬有する所悉く其の中に入る。善男子、仏もまた是くの如し。仏より十二部経を出生し、十二部経より修多羅を出し、修多羅より方等経を出し、方等経より般若波羅蜜を出し、般若波羅蜜より大涅槃経を出す。猶ほ醍醐の如し。醍醐と言ふは、仏性を喩へるなり。 |
| —大般涅槃経巻第十四 | —訓読文 |

とある。これが醍醐味の語源として仏教以外でも広く一般に知られるようになった。

## 製造方法
延喜式では、納税に用いる蘇の製造が規定されている。蘇は醍醐を製造する前段階の乳製品であることから、蘇の製造方法を参考にしてさまざまな手法で濃縮、熟成させ、醍醐を作り出す試みが食品研究家らの手でなされている。バターオイルのような物質と予想する者もいる。 延喜式と『大般涅槃経』の蘇と酥は別のものとする説もありそれぞれが前段階であることを無視して酪をコンデンスミルクかヨーグルト、 酥（蘇）をバターとチーズの中間、醍醐はヨーグルトを濃縮したものかチーズであるとする者もいる。

## その他
- ラクトー株式会社（のちのカルピス株式会社）が、1919年（大正8年）7月7日に誕生した「カルピス」を命名する際に、カルシウムの「カル」と醍醐（サルピルマンダ）の「ピル」を合わせた「カルピル」が考えられたが語感がよくないとされた。そのため五味の次位である熟酥（サルピス）の「ピス」と合わせ「カルピス」と命名した[15][16]。
- 2024年3月1日、NHKのテレビ番組「チコちゃんに叱られる!」で、醍醐味を再現する企画が行われた[17]。
- NHK大河ドラマ『べらぼう』第31回「我が名は天」において、徳川家治に「醍醐」が出された。